# (10324) Vladimirov
(10324) Vladimirov (1990 VB14) – planetoida z grupy pasa głównego asteroid okrążająca Słońce w ciągu 3,77 lat w średniej odległości 2,42 j.a. Odkryta 14 listopada 1990 roku.